# Baldwin (Luizjana)
Baldwin – miasto w Stanach Zjednoczonych, w stanie Luizjana, w parafii St. Mary.